# Problema de otras mentes
El problema de otras mentes (o bien en latín Quaestio aliarum animarum) ha sido tradicionalmente considerado como un reto epistemológico introducido por los escépticos. El reto puede ser expresado como sigue: dado que sólo puedo observar el comportamiento de otros, ¿cómo puedo saber que los otros tienen mentes? El razonamiento detrás de esta cuestión es que, sin importar cuán sofisticado es el comportamiento de alguien, el comportamiento por sí mismo no garantiza la presencia de una mente. Sería posible, por ejemplo, que las otras personas no fueran más que autómatas hechos de carne y capaces de responder a estímulos externos; pero no poseedores de una mente capaz de "experimentarlos" ("zombis filosóficos" como son referidos en ocasiones). Quizás el argumento principal ofrecido contra esta posibilidad en la historia de la filosofía es el argumento de analogía (otras cosas tienen mentes si son lo suficientemente similares a nosotros);  puede ser encontrado en los trabajos de John Stuart Mill, A. J. Ayer y Bertrand Russell. El argumento de analogía ha afrontado escrutinio de algunos como Norman Malcolm quien encontró problemas con la naturaleza del caso único del argumento.